# Alice Coote
Alice Coote (Frodsham, Cheshire, Inglaterra, 10 de mayo de 1968) es una mezzosoprano inglesa conocida por sus papeles en operas en que canta papeles originalmente pensados para contratenor. Es una de las más destacadas mezzos de su generación.
Estudió en la Guildhall School of Music and Drama, ganando el Premio Brigitte Fassbaender y el Premio Kathleen Ferrier.
Se destaca en ópera como Octavian de El caballero de la rosa, Orfeo de Gluck, Ariodante y Rugiero de Alcina de Handel, Dorabella en Cosí fan tutte, Cherubino en Las bodas de Fígaro de Mozart, Hansel en Hansel y Gretel de Humperdinck, Charlotte en Werther de Massenet y otros papeles de esa tesitura.
Actúa regularmente en el Festival de Glyndebourne, Covent Garden, English National Opera, Seattle, Chicago, el Metropolitan Opera de New York, Berlín, Stuttgart, San Francisco y el Festival de Salzburgo.
Como recitalista actuó en el Wigmore Hall, el Concertgebouw de Ámsterdam, los BBC Proms, Carnegie Hall, y otros.

## Discografía
- Handel: Alcina / Naglestad, Coote, Hacker, DVD
- Handel: The Choice Of Hercules / King, Gritton, Blaze
- Humperdinck: Hansel und Gretel / Jurowski, Schafer, Held, Plowright, MET DVD
- Monteverdi: L'incoronazione Di Poppea / Haim, De Niese, Coote
- Mahler-Schubert Lieder EMI
- Handel; The Messiah / Choir Kings College / Stephen Cleobury